# Marcin I Ludzki
Marcin I Ludzki (ur. 29 lipca 1356, zm. 31 maja 1410), hiszp. Martín I el Humano – król Aragonii 1396-1410 z dynastii barcelońskiej, król Walencji, Majorki, Sardynii i Korsyki, hrabia Barcelony, etc., król Sycylii 1409-10 (jako Marcin II).
Urodzony 1356 w Geronie. Był młodszym synem króla Aragonii Piotra IV i jego trzeciej żony Eleonory, córki króla Sycylii Piotra II, z bocznej linii dynastii barcelońskiej. Jego starszym bratem był Jan I Myśliwy, król Aragonii.

## Młodość
Początkowo ojciec nadał Marcinowi tytuł hrabiego Montblanc (1387), później został seneszalem Katalonii i konetablem królestwa Aragonii. Po śmierci ostatniego króla Sycylii z dynastii barcelońskiej Fryderyka III w 1377, król Aragonii Piotr IV, który przejął prawa sukcesyjne do Królestwa Sycylii w 1380 mianował Marcina wicekrólem (namiestnikiem) tej wyspy (choć podawana jest też wcześniejsza data – 1378). Na wyspie musiał walczyć z lokalnymi powstańcami, którym nie podobały się bezpośrednie rządy Aragonii nad wyspą, chcąc by ich władcą została córka Fryderyka III sycylijskiego – Maria, która została przewieziona i uwięziona w Katalonii. Walki trwały przez 3 lata, do 1394, gdyż buntownikom skutecznie pomagali Andegaweni z Neapolu, którzy cały czas rościli pretensje do władztwa nad wyspą, ponadto pomoc powstańcom ofiarowały włoskie republiki – Genua i Piza. W międzyczasie syn Marcina, także Marcin zwany Młodszym, na polecenie Piotra IV został ożeniony ze wspomnianą wcześniej Marią sycylijską (zm. 1402) i przyjął tytuł króla Sycylii (1390).

## Król Aragonii
Po bezpotomnej śmierci swego brata Jana I w 1396 r. Marcin I objął władzę we wszystkich krajach Korony Aragonii, tj. w Aragonii, Katalonii i Walencji. Objąwszy rządy w Aragonii król musiał zająć się katastrofalnym stanem państwowych finansów, związanym z masowym rozdawnictwem dóbr królewskich przez poprzedników – Piotra IV i Jana I. Chcąc pozbyć się wewnętrznej opozycji, król uznał, że winnymi są przede wszystkim jego macocha Sybilla de Fortia, ostatnia, 4 żona Piotra IV, oraz jej rodzina, którzy faktycznie zostali obdarzeni przez Piotra IV wielkimi nadaniami ziemskimi i przywilejami finansowymi. Macocha króla została oskarżona o praktyki czarnoksięskie, choć większość urzędników odpowiedzialnych za królewskie finanse została ułaskawiona przez króla. Potwierdzając przywileje głównych miast swego państwa – Saragossy i Barcelony oraz odzyskując bezprawnie rozdane dobra królewskie, Marcin I poprawił stan finansów królestwa.
W polityce zagranicznej król Marcin starał się zachować dobre stosunki z sąsiednimi krajami: podpisał układy o przyjaźni z Nawarrą i Francją, wysyłał dyplomatów do Kastylii, a także do muzułmańskich władców Grenady i Tunisu. Walcząc z muzułmańskimi piratami grasującymi na Morzu Śródziemnym król w latach 1398-99 powziął wyprawy na wybrzeża północnej Afryki, by zniszczyć ich bazy. Podczas schizmy papieskiej poparł pochodzącego z Aragonii papieża Benedykta XIII, spokrewnionego z pierwszą żoną króla. Po śmierci swego syna Marcina Młodszego w 1409, który nie pozostawił żyjących legalnych potomków, Marcin I ogłosił się królem Sycylii (jako Marcin II), przy czym namiestnikiem wyspy została synowa króla – druga żona Marcina Młodszego – Blanka z Nawarry, córka króla Karola III.
Król zmarł 31 maja 1410 w Barcelonie, choć niektóre źródła jako miejsce śmierci podają miejscowość Valdonzella. Król Marcin I przyjaźnił się z pisarzami, przez co uchodzi za protektora literackiego renesansu w krajach znajdujących się pod jego panowaniem.

## Małżeństwa i potomstwo
Marcin I był dwukrotnie żonaty:
- z Marią Lopez de Luna, poślubioną 13 czerwca 1363, córką Lope de Luna, pochodzącą z arystokratycznego aragońskiego rodu, spokrewnionego z królewskimi rodzinami Aragonii i Kastylii. Maria zmarła w 1406, para miała czwórkę dzieci:
  1. Marcina Młodszego (ur. 1374), króla Sycylii 1390-1409, zmarłego przed swoim ojcem w 1409,
  2. Jakuba (ur. 1378, zmarłego w dzieciństwie),
  3. Jana (ur. 1380, zmarłego w dzieciństwie),
  4. Małgorzatę (ur. 1384, zmarłą w dzieciństwie).
- z Małgorzatą de Prades, poślubioną 1409, córką Pedro de Aragon, hrabiego de Prades, barona de Entenza (był on w prostej linii prawnukiem króla Aragonii Jakuba II). Małgorzata zmarła w 1422, para nie miała dzieci.

Wobec braku żyjących męskich potomków króla Marcina I i Marcina Młodszego (nie licząc nieślubnego syna Marcina Młodszego – bastarda Fryderyka), w królestwie Aragonii nastał dwuletni okres bezkrólewia, zakończony powołaniem na tron Ferdynanda I z Antequera, syna króla Kastylii Jana I i Eleonory, będącej siostrą Marcina I Ludzkiego.